# Koji Sotomura
Koji Sotomura född den 23 januari 1958 i Wakayama, Japan, är en japansk gymnast.
Han tog OS-brons i fristående och OS-brons i lagmångkampen i samband med de olympiska gymnastiktävlingarna 1984 i Los Angeles.